# Efecte Hanbury Brown i Twiss
En física, l'efecte Hanbury Brown i Twiss (efecte HBT) descriu la categoria d'efectes de correlació i anticorrelació que ocorren a les intensitats rebudes per dos detectors d'un feix de partícules. Els efectes HBT poden atribuir-se generalment a la dualitat ona-partícula del feix, i els resultats d'un experiment depenen de si el feix està compost de fermions o bosons. Els aparells que utilitzen aquest tipus d'efecte es coneixen com a interferòmetres d'intensitat i han estat utilitzats originalment en astronomia, encara que també han estat utilitzats fortament a l'àrea de l'òptica quàntica.

## Història
El 1954, Robert Hanbury Brown i Richard Q. Twiss van introduir el concepte d'interferòmetre d'intensitat a la radioastronomia per mesurar la mida angular de les estrelles, suggerint que aquest efecte també podria funcionar amb llum visible. La demostració experimental de l'efecte amb llum visible va tenir lloc el 1956, en un article que va demostrar l'efecte amb la llum blava d'un llum de vapor de mercuri.

Aquell mateix any, l'efecte es va utilitzar també per mesurar el diàmetre angular de Siri. En experiments subsegüents, dos tubs fotomultiplicadors separats per uns quants metres van ser apuntats a l'estrella utilitzant telescopis senzills, trobant una correlació entre les dues intensitats que fluctuaven. D'una manera anàloga als estudis amb ones de ràdio, la correlació disminuïa a mesura que la separació s'incrementava (tot i que la separació augmentava a l'ordre de metres, no de quilòmetres).

Un exemple d'un interferòmetre d'intensitat que no observaria cap correlació si la font de llum fos un feix de làser coherent i una correlació positiva si la font de llum fos radiació tèrmica filtrada a una manera. L'explicació teòrica de la diferència entre les correlacions de parelles de fotons en feixos tèrmics i làsers va ser donada per Roy J. Glauber, que va obtenir el premi Nobel de física «per la seva contribució a la teoria quàntica de la coherència òptica».

El resultat de l'efecte HBT va trobar molt escepticisme a la comunitat física. L'efecte en radioastronomia estava justificat per les equacions de Maxwell, però hi havia preocupacions que l'efecte deixés de ser vàlid en longituds d'ona òptiques, ja que la llum es podria quantitzar en un nombre relativament petit de fotons que introduís fotoelectrons als detectors. Una preocupació comuna era la inconsistència aparent del fenomen amb les lleis de la termodinàmica o el principi d'incertesa. Hanbury Brown i Twiss van resoldre aquestes discussions en una sèrie d'articles que van demostrar, primer, que la transmissió de les ones en òptica quàntica té la mateixa forma matemàtica que les equacions de Maxwell, si bé calia tenir en compte un terme addicional de soroll degut a la quantització al detector, i segon, que d'acord amb les equacions de Maxwell, la interferometria d'intensitat hauria de funcionar. Altres físics com Edward Mills Purcell van donar suport a la tècnica de manera immediata, assenyalant que l'agregació de fotons era simplement una manifestació d'un efecte ja conegut en física estadística. Després d'un nombre d'experiments, la comunitat física va estar d'acord que l'efecte observat era real.
L'experiment original feia servir el fet que dos bosons tendeixen a arribar a dos detectors separats alhora. Morgan i Mandel van utilitzar una font tèrmica de fotons per crear un feix tènue de fotons i van observar la tendència dels fotons a arribar alhora en un detector individual. Ambdós efectes utilitzaven la naturalesa ondulatòria de la llum per crear una correlació en el temps d'arribada (si un fotó individual es divideix en dos feixos, aleshores la naturalesa corpuscular de la llum requereix que cada fotó només pugui ser observat en un detector individual) i, per tant, una anti-correlació va ser observada el 1977 per H. Jeff Kimble.
Els bosons tenen una tendència a aglutinar-se, donant lloc a correlacions de Bose-Einstein, mentre que els fermions, a causa del principi d'exclusió de Pauli, tendeixen a separar-se, donant lloc a anti-correlacions de Fermi-Dirac. Les correlacions de Bose-Einstein han estat observades entre pions, kaons i fotons, i les de Fermi-Dirac entre protons, neutrons i electrons (per a una introducció general a aquest camp, vegeu el llibre de Richard M. Weiner). La comparació entre tots dos casos no és directa, a causa dels efectes de repulsió en un condensat de Bose-Einstein.
També, al camp de física de partícules, Goldhaber et al. van dur a terme un experiment el 1959 a Berkeley, trobant una correlació angular inesperada entre pions idèntics, descobrint la ressonància ρ0 mitjançant el decaïment {\displaystyle {\displaystyle \rho ^{0}\to \pi ^{-}\pi ^{+}}}.
Des de llavors, la tècnica HBT ha estat utilitzada per la comunitat de física nuclear d'altes energies per determinar les dimensions espaciotemporals d'una font d'emissió de partícules per a col·lisions entre ions pesants (per llegir sobre desenvolupaments recents en aquest camp, es pot el següent article de revisió escrit per M. Lisa).

## Mecànica ondulatòria
L'efecte HBT pot, en efecte, ser predit simplement tractant la radiació electromagnètica incident com una ona clàssica. Considereu una ona monocromàtica amb freqüència {\displaystyle \omega } incident en dos detectors amb una amplitud {\displaystyle E(t)} que varia molt lentament respecte al període de l'ona, {\displaystyle 2\pi /\omega }. (Dita ona podria ser produïda des d'una font puntual molt distant amb una intensitat que fluctua.)
Com que els detectors estan separats, un dels dos detectors rep el senyal amb un retard de {\displaystyle \tau }, o, de manera equivalent, amb una fase addicional de {\displaystyle \phi =\omega \tau }, això és,
{\displaystyle E_{1}(t)=E(t)\sin(\omega t),}
{\displaystyle E_{2}(t)=E(t-\tau )\sin(\omega t-\phi ).}
La intensitat mesurada per cada detector és el quadrat de l'amplitud de l'ona, mitjana sobre una escala de temps que és gran comparada amb el període de l'ona, {\displaystyle 2\pi /\omega }, però curt comparat amb les fluctuacions d' {\displaystyle E(t)}:
{\displaystyle {\begin{aligned}i_{1}(t)&={\overline {E_{1}(t)^{2}}}={\overline {E(t)^{2}\sin ^{2}(\omega t)}}={\tfrac {1}{2}}E(t)^{2},\\i_{2}(t)&={\overline {E_{2}(t)^{2}}}={\overline {E(t-\tau )^{2}\sin ^{2}(\omega t-\phi )}}={\tfrac {1}{2}}E(t-\tau )^{2},\end{aligned}}}
On la línia sobre els termes indica que les quantitats han estat mitjanes en el temps. Per a freqüències ondulatòries per sobre d'uns quants terahertzs (períodes ondulatoris menys d'un picosegon), aquesta mitjana temporal és inevitable, ja que detectors com els fotodíodes i fotomultiplicadors no poden produir fotocorrents que variïn en escales temporals tan curtes.
La funció de correlació {\displaystyle \langle i_{1}i_{2}\rangle (\tau )} de les intensitats mitjanes en el temps pot ser calculada:
{\displaystyle {\begin{aligned}\langle i_{1}i_{2}\rangle (\tau )&=\lim _{T\to \infty }{\frac {1}{T}}\int \limits _{0}^{T}i_{1}(t)i_{2}(t)\,\mathrm {d} t\\&=\lim _{T\to \infty }{\frac {1}{T}}\int \limits _{0}^{T}{\tfrac {1}{4}}E(t)^{2}E(t-\tau )^{2}\,\mathrm {d} t.\end{aligned}}}
La majoria d'esquemes moderns realment mesuren la correlació a les fluctuacions d'intensitat en els dos detectors, però no és difícil veure que si les intensitats estan correlacionades, aleshores les fluctuacions {\displaystyle \Delta i=i-\langle i\rangle }, on {\displaystyle \langle i\rangle } és la intensitat mitjana, han d'estar correlacionades, ja que
{\displaystyle {\begin{aligned}\langle \Delta i_{1}\Delta i_{2}\rangle &={\big \langle }(i_{1}-\langle i_{1}\rangle )(i_{2}-\langle i_{2}\rangle ){\big \rangle }=\langle i_{1}i_{2}\rangle -{\big \langle }i_{1}\langle i_{2}\rangle {\big \rangle }-{\big \langle }i_{2}\langle i_{1}\rangle {\big \rangle }+\langle i_{1}\rangle \langle i_{2}\rangle \\&=\langle i_{1}i_{2}\rangle -\langle i_{1}\rangle \langle i_{2}\rangle .\end{aligned}}}
En el cas particular que {\displaystyle E(t)} consisteixi principalment en un camp estable {\displaystyle E_{0}} amb una petita component variable sinusoïdal {\displaystyle \delta E\sin(\Omega t)}, les intensitats mitjanes en el temps seran:
{\displaystyle {\begin{aligned}i_{1}(t)&={\tfrac {1}{2}}E_{0}^{2}+E_{0}\,\delta E\sin(\Omega t)+{\mathcal {O}}(\delta E^{2}),\\i_{2}(t)&={\tfrac {1}{2}}E_{0}^{2}+E_{0}\,\delta E\sin(\Omega t-\Phi )+{\mathcal {O}}(\delta E^{2}),\end{aligned}}}
On {\displaystyle \Phi =\Omega \tau }, y {\displaystyle {\mathcal {O}}(\delta E^{2})} indica termes proporcionals a {\displaystyle (\delta E)^{2}}, els quals són petits i poden ser ignorats.
La funció de correlació entre aquestes dues intensitats és aleshores
{\displaystyle {\begin{aligned}\langle \Delta i_{1}\Delta i_{2}\rangle (\tau )&=\lim _{T\to \infty }{\frac {(E_{0}\delta E)^{2}}{T}}\int \limits _{0}^{T}\sin(\Omega t)\sin(\Omega t-\Phi )\,\mathrm {d} t\\&={\tfrac {1}{2}}(E_{0}\delta E)^{2}\cos(\Omega \tau ),\end{aligned}}}
Mostrant una dependència sinusoïdal en el retard entre els dos detectors {\displaystyle \tau }.

## Interpretació quàntica
La discussió anterior aclareix que l'efecte HBT (o l'aglutinament (bunching) de fotons) pot ser descrit completament utilitzant òptica clàssica. La descripció quàntica de l'efecte és menys intuïtiva; si se suposa que una font tèrmica o caòtica de llum emet fotons de manera aleatòria, aleshores no és obvi com els fotons haurien de «saber» que haurien d'arribar als detectors de manera correlacionada (aglutinada). Un argument senzill suggerit per Ugo Fano [Fano, 1961] captura l'essència de l'explicació quàntica: 	
Considerem dos punts {\displaystyle a} i {\displaystyle b}  en una font que emet fotons detectats per dos detectors {\displaystyle A} i {\displaystyle B}, segons es mostra al diagrama. Una detecció conjunta passa quan el fotó emès per {\displaystyle a} es detecta al detector {\displaystyle A}, i el fotó emès per {\displaystyle b} es detecta al detector {\displaystyle B} (com a les fletxes vermelles), o, quan el fotó emès per {\displaystyle a} es detecta al detector {\displaystyle B}, i l'emès per {\displaystyle b} al detector {\displaystyle A} (com a les fletxes verdes). L'amplitud de probabilitat quàntica per a aquestes dues possibilitats és donada per {\displaystyle \langle A|a\rangle \langle B|b\rangle } i {\displaystyle \langle B|a\rangle \langle A|b\rangle }, respectivament. Si els fotons són indistingibles, les dues amplituds interfereixen de manera constructiva per donar una probabilitat de detecció conjunta més gran que aquella donada per a dos esdeveniments independents. La suma sobre totes les possibles parelles {\displaystyle (a,b)} a la font esvaeix la interferència llevat que la distància {\displaystyle AB} sigui prou petita.	

Dos punts de la font, a i b, emeten fotons detectats pels detectors A i B. Els dos colors representen dues maneres diferents de detectar dos fotons

L'explicació de Fano il·lustra bé la necessitat de considerar les amplituds de dues partícules, que no són tan intuïtives com les amplituds de probabilitat de les partícules individuals utilitzades per interpretar la majoria dels efectes d'interferència. Això pot ajudar a explicar per què alguns físics a la dècada del 1950 tenien dificultats acceptant els resultats de Hanbury Brown i Twiss. Tot i això, el desenvolupament quàntic és només una manera més complicada de reproduir el resultat clàssic: si els fotons es reemplacen per fermions idèntics com, per exemple, electrons, l'antimetria de les funcions d'ona sota l'intercanvi de les partícules fa que la interferència sigui destructiva, donant lloc a una probabilitat de detecció conjunta de zero per a separacions petites entre detectors. Aquest efecte es coneix com l'anti-aglutinament (antibunching) de fermions [Henny, 1999]. El tractament anterior també pot ser utilitzat per explicar l'antiaglutinament de fotons [Kimble, 1977]: si la font consisteix d'un àtom individual, que només pot emetre un fotó alhora, la detecció simultània en dos detectors separats per una distància petita és clarament impossible. L'antiaglutinament, sigui de bosons o de fermions, no té un anàleg clàssic.

Deteccions de fotons en funció del temps per a (a) una font antiaglutinant (de l'anglès antibunching), per exemple, llum emesa per un àtom individual), (b) una font aleatòria (per exemple, un estat coherent, una raig làser), i (c) una font aglutinant (llum caòtica). τc és el temps de coherència (l'escala de temps de les fluctuacions del fotó o de la intensitat)

Des del punt de vista de l'òptica quàntica, l'efecte HBT va ser important per portar els físics (entre ells Roy J. Glauber i Leonard Mandel) a aplicar l'electrodinàmica quàntica en situacions noves, moltes de les quals mai no havien estat estudiades experimentalment, i en les quals les prediccions clàssiques i quàntiques no coincideixen.